# Magnum (säsong 7)
Magnum säsong 7 är den sjunde säsongen av den amerikanska TV-serien Magnum från 1986/1987 med Tom Selleck, John Hillerman med flera.

## Index för säsong 7
Siffror inom parentes anger avsnittsnummer räknat från första säsongen.
- Avsnitt 1-2: L.A. (128-129: Dubbelavsnitt - speltid ca 100 min)
- Avsnitt 3: One Picture Is Worth (130)
- Avsnitt 4: Straight and Narrow (131)
- Avsnitt 5: A.A.P.I. (132)
- Avsnitt 6: Death and Taxes (133)
- Avsnitt 7: Little Girl Who (134)
- Avsnitt 8: Paper War (135)
- Avsnitt 9: Novel Connection (136)
- Avsnitt 10: Kapu (137)
- Avsnitt 11: Missing Melody (138)
- Avsnitt 12: Death of the Flowers (139)
- Avsnitt 13: Autumn Warrior (140)
- Avsnitt 14: Murder by Night (141)
- Avsnitt 15: On the Fly (142)
- Avsnitt 16: Solo Flight (143)
- Avsnitt 17: Forty (144)
- Avsnitt 18: Laura (145)
- Avsnitt 19: Out of Synch (146)
- Avsnitt 20: The Aunt Who Came to Dinner (147)
- Avsnitt 21: The People vs. Orville Wright (148)
- Avsnitt 22: Limbo (149)

### Fotnoter
1. ↑  ”Magnum, PI” (på engelska). TV.Com. Arkiverad från originalet den 11 juni 2016. https://web.archive.org/web/20160611044547/http://www.tv.com/shows/magnum-pi/. Läst 17 juni 2016.